# Fay-les-Étangs
Fay-les-Étangs è un comune francese di 423 abitanti situato nel dipartimento dell'Oise della regione dell'Alta Francia.

## Società

### Evoluzione demografica
Abitanti censiti